# Leigh (Gloucestershire)
Leigh lub The Leigh – wieś i civil parish w Anglii, w Gloucestershire, w dystrykcie Tewkesbury. W 2011 roku civil parish liczyła 303 mieszkańców. Leigh jest wspomniana w Domesday Book (1086) jako Lalege.